# +Anima
+Anima (jap. プラスアニマ Purasu Anima) ist eine abgeschlossene Manga-Serie der japanischen Zeichnerin Natsumi Mukai (迎夏生, Mukai Natsumi). Sie erschien erstmals 2000 und umfasst über 1.900 Seiten.
Der Manga, der sich dem Shōnen-Genre sowie Fantasy und Abenteuer zuordnen lässt, erzählt von Menschen, die bestimmte körperliche Eigenschaften von Tieren aufweisen.

## Handlung
+Anima sind Menschen, die bestimmte körperliche Eigenschaften von Tieren aufweisen. So kann sich beispielsweise der elfjährige Cooro Krähenflügel wachsen lassen. Mit dieser Fähigkeit rettet er den Fischmenschen Husky, der von einem Zirkus seit seiner Kindheit gefangen gehalten wird, weil er als Meerjungfrau die Attraktion des Zirkus sein sollte. Die beiden beschließen, weitere +Anima zu suchen und treffen so auf Senri, der die Krallen eines Bären hat, und Nana, die Fledermaus-Eigenschaften besitzt.

## Charaktere
Cooro (クーロ) ist ein kleiner unschuldiger Junge von elf Jahren. Da er als Baby in einer Kirche zurückgelassen wurde, kennt er weder seine Eltern, noch irgendwelche anderen Familienmitglieder. Seine Liebenswürdigkeit und sein sehr direkter Charakter bringen ihn oft in Schwierigkeiten. Er liebt Äpfel über alles. Seine +Anima-Fähigkeit ist die einer Krähe.
Husky (ハスキー) wurde von einem Fischer gefangen und an einen Zirkus verkauft, wo er als Meerjungfrau auftreten musste. Deshalb wird er häufig für ein Mädchen gehalten, wodurch er eine gewisse Abneigung gegen Mädchen hegt. Er ist sehr reserviert, zeigt nur wenig Gefühle und spricht kaum über seine Vergangenheit. In Wirklichkeit ist er ein Prinz, der Sohn einer Königin. Seine +Anima-Fähigkeit ist die eines Fisches.
Senri (センリ) ist der Schweigsamste der Gruppe und mit seinen etwa siebzehn Jahren auch der Älteste. Obwohl er fast nie spricht und einen eher zurückhaltenden Eindruck macht, ist er ein sehr netter Mensch. Er besitzt ein Buch, in dem er im Laufe seiner Reisen zahlreiche Blumen sammelt, die ihm helfen, sich an Personen und Ereignisse zu erinnern. Wenn er seine Augenbinde verliert oder abnimmt, verdrängt die Feindseligkeit des Bären, dessen +Anima-Fähigkeiten er hat, seine menschliche Seite und er wird extrem gewalttätig.
Nana (ナナ) ist ein +Anima mit Fledermaus-Fähigkeiten. Obwohl ein Sonar ihr erlaubt, sich in tiefster Dunkelheit zu orientieren, hat sie furchtbare Angst vor dunklen Wäldern, da sie diese an ihren gewalttätigen Vater erinnern. Außerdem kann sie einen Ultraschall-Schrei produzieren, der jeden betäubt, der sich nicht rechtzeitig die Ohren zuhält.

## Veröffentlichungen
+Anima erschien in Japan von Januar 2000 bis März 2005 in Einzelkapiteln im Manga-Magazin Dengeki Comic Gao! des Verlags MediaWorks. Diese Einzelkapitel wurden ab Dezember 2000 auch in zehn Sammelbänden (Tankōbon) zusammengefasst.
Auf Deutsch sind von Dezember 2004 bis Mai 2006 in zweimonatigem Abstand alle zehn Bände im Tokyopop-Verlag erschienen. Die Übersetzung stammt von Stefan Hofmeister. Der Manga erschien auch auf Englisch bei Madman Entertainment in Australien und bei Tokyopop in den USA. Der Verlag Taifu Comics veröffentlichte den Manga in Frankreich, TVM Comics in Vietnam. Außerdem wurde er ins Chinesische übersetzt.

## Rezeption
Kritiker Jason Thompson nennt die Geschichten, die sich oft um Vorurteil und Toleranz drehen, „einfach aber unterhaltsam“. Den Anime-artige Stil sei „gewöhnlich aber dezent“  und die ansprechend gezeichneten Hintergründe erinnerten an Wild-West-Szenerien, wie auch das Design des Protagonisten Cooro an die amerikanischen Indianer angelehnt scheine. Laut der Fachzeitschrift MangasZene gewinnen die Charaktere im Lauf der Handlung immer mehr Tiefe und bieten dem Leser liebenswerte Identifikationsfiguren. Die Handlung sei nicht sehr tiefsinnig, aber humorvoll und interessant. Thema sei besonders, wie Menschen mit Andersartigen umgehen. Der Zeichenstil von Natsumi Mukai verleihe den Charakteren ein niedliches Aussehen, das den optischen Reiz der Serie ausmacht. Auch seien die Zeichnungen sehr detailliert, was durch die großen Panels besonders zur Geltung komme. Die deutsche Animania nennt +Anima eine ansprechend gezeichnete „lustige Fantasy-Story“ mit „detailliert ausgearbeiteten Panels“ als „künstlerische Highlights“ und verweist ebenso wie Jason Thompson auf amerikanisch anmutende Hintergründe und indianische Kleidung von Cooro und Senri. Diese „verleiht dem Ganzes zusätzlich noch etwas Mystisches und erhöht den Niedlichkeitsfaktor ungemein“.